# دوري كرة السلة الياباني للمحترفين 2017–18
دوري كرة السلة الياباني للمحترفين 2017–18 (باليابانية: Bリーグ 2017-18) هو موسم من دوري كرة السلة الياباني للمحترفين. فاز فيه تويوتا ألفارك طوكيو.